# Peter Wildoer
Peter Wildoer (Glumslöv, 5 settembre 1974) è un batterista svedese, noto per la sua militanza nei Darkane nonché per la sua attività di turnista, per la quale ha avuto modo di collaborare con moltissimi noti musicisti nel mondo del rock.

## Biografia
Ha ricevuto la sua prima batteria all'età di 7 anni. A nove anni ha iniziato a suonare il flauto presso la scuola di musica locale, dove ha imparato a leggere gli spartiti. Dopo un anno smise e decise di prendere lezioni di batteria. 
A 14 anni ha creato la sua prima rock band chiamata "Dammer", che è stata poi cambiata in "Zaninez". Nel 1989 il musicista Christopher Malmström si unì alla band Zaninez e lui e Peter divennero amici, e insieme formarono la band Darkane.

## Discografia

### Ufficiale

#### Con i Darkane
- 1999 - Rusted Angel
- 2001 - Insanity
- 2002 - Expanding Senses
- 2005 - Layers of Lies
- 2008 - Demonic Art
- 2013 - The Sinister Supremacy

#### Con i Time Requiem
- 2002 - Time Requiem
- 2004 -  Unleashed In Japan

#### Con i Pestilence
- 2009 - Resurrection Macabre

### Collaborazioni
- 1993 - Gardes of Obscurity - The Lamenmtation
- 2003 - Electrocution - Electric Cartoon Music from Hell
- 2009 - Old Man's Child - Slaves of the World
- 2009 - Dawn of Oblivion - The Final Chapter
- 2010 - James LaBrie - Static Impulse
- 2013 - James LaBrie - Permanent Reason
- 2013 - Lalu - Atomic Ark
- 2015 - Dawn of Oblivion - Phoenix Rising
- 2016 - Jeanette Sollen - Ripe When Yelds to Gentle Pressure